# Julien-François-Pierre Carméné
Julien-François-Pierre Carméné naît le (6 février 1829) à Trébry et meurt le (23 août 1908) à Loudéac. 

Il est sacré évêque de la Martinique le (6 mars 1875). Durant son épiscopat (1875 à 1897), il est éprouvé par de nombreux conflits avec le clergé, ainsi que des cataclysmes tels l’incendie de la ville de Fort-de-France en 1890, l'ouragan du 18 août 1891 et la destruction d’églises sur l’île comme l’église du Morne-Rouge et la Cathédrale Saint-Louis de Fort-de-France. 

## Biographie

### Ses débuts
Julien-François-Pierre Carméné a été le collègue du vicaire Amand-Joseph Fava sur l’île de La Réunion où il exerça 22 années en tant que vicaire général de Saint-Denis. Présenté par le gouvernement au Saint-Siège, il accepte sous l’insistance du Pape à devenir l’évêque de la Martinique. C’est ainsi qu’il est nommé par le décret du 24 août 1875 et sacré évêque le 6 mars 1876. Il s’installe sur l’île le 3 avril. 

### Son épiscopat à la Martinique
Durant son épiscopat, monseigneur Carméné visite chaque année, la moitié de son diocèse. Jugeant l’instruction religieuse insuffisante aux Antilles, il instaure deux années de catéchisme et fixe à 12 ans, l’âge de la Première communion. 

Il consacre plusieurs églises: 
- En 1883, l’église Sainte-Rose du Robert.
- Il donne une vive impulsion à la construction de l’église de Saint-Joseph.
- Le 6 août 1891, il inaugure la nouvelle église Notre-Dame de l’Assomption de Sainte-Marie.
- Le 3 mai 1893, il consacre l’église Saint Jean-Baptiste du Vauclin, qui avait été détruite lors du l'ouragan (cyclone tropical) du 18 août 1891.
- Le 3 mai 1897, il inaugure la nouvelle église Notre-Dame de la Délivrande du Morne-Rouge.
- Le 2 juillet 1895, monseigneur Carméné inaugure la nouvelle cathédrale Saint-Louis de Fort-de-France, reconstruite par Pierre-Henri Picq après l'incendie qui l'avait entièrement détruite le 22 juin 1890.

La question de la séparation de l’Église et de l’État suscite des débats et des tensions aux Antilles françaises. 

En 1878, il publie une instruction pastorale sur les doctrines irréligieuses. Il condamne fortement les idées républicaines et fustige tous ceux qui sont contre un enseignement religieux. En 1883, il demande que le manuel de morale en usage dans l’enseignement de Martinique soit retiré car condamné par l’Église.  
Durant les années 1890, monseigneur Carméné est contesté par une partie du clergé pour avoir favorisé l’abbé Riou, son neveu. 
Progressivement le clergé perd le monopole de l’enseignement secondaire. En juillet 1881, monseigneur Carméné témoigne de l’ouverture d’un lycée laïque à Saint-Pierre qui installe alors une concurrence avec le collège religieux. 

### Le conflit Carméné – Cudennec (1893-1900)
Pendant sept ans, un conflit oppose monseigneur Carméné à son premier vicaire général et curé de la cathédrale Notre-Dame-de-Bon-Port de Saint-Pierre, l’abbé Félix Arsène Cudennec. Un conflit qui plonge l’île et toutes les autorités politiques, religieuses ainsi que les médias (la presse) dans un scandale aux proportions inouïes. 

En mai 1893, avant de partir en congé pour la France, monseigneur Carméné sépare l’administration de son diocèse entre deux vicaires : l’abbé Cudennec et son neveu, l’abbé Riou. Mais durant son absence, l’abbé Cudennec et ses partisans obtiennent l’annulation de ce partage. À son retour, l’évêque démet Cudennec de ses fonctions de vicaire général en ne lui laissant que la jouissance de la cure du Mouillage à Saint-Pierre. Et c’est ainsi que débute un long conflit de pouvoirs entre les deux hommes d’église. 

Menacé d’interdit, l’abbé Cudennec, rentre en France, en janvier 1895. Là-bas, il gagne la confiance du cardinal Lecot. Et, avec le soutien de Vincent Allègre, le Ministère des Colonies intervient auprès du Saint-Siège pour forcer monseigneur Carméné à démissionner et bloquer toute nouvelle nomination dans le clergé de Martinique. 

Refusant de démissionner, monseigneur Carméné part en France pour s’expliquer, et revient avec l’accord du Saint-Siège. Mais l'abbé Cudennec réussit à faire expulser trois prêtres : les pères Lancelot, Laboissière et Quilliou. 

Les tractions pour faire démissionner monseigneur Carméné continuent, le Ministère des Colonies, les Affaires étrangères et le Saint-Siège négocient son départ sous certaines conditions : le rétablissement de l’évêché de Guadeloupe, le paiement des arriérés de traitement et une pension pour monseigneur Carméné et l’interdiction à l’abbé Cudennec de revenir sur l’île. Ainsi, le 10 mai 1897, monseigneur Carméné quitte définitivement son diocèse de Martinique. Monseigneur Avon est nommé le 4 février 1899 à Basse-Terre et en 1898, monseigneur Joseph-Etienne-Frédéric Tanoux (1842-1899) remplace le vicaire général Leleu (remplaçant de Carméné). 

Tout au long de ce conflit, la presse prend le parti des deux camps, le journal Les Colonies auprès des « cudenécistes » et Les Antilles auprès de monseigneur Carméné. Le journal Les Colonies dirigé par le mulâtre Marius Hurard s’empresse d’entrer dans la polémique et de contester monseigneur Carméné pour avoir trop favorisé son neveu. Ce conflit démontre qu’en cette fin de XIXe siècle, l’église est en plein déclin à cause des divisions internes et des réductions financières. 

Le conflit reprend à la fin de l’année 1898 car Julien-François-Pierre Carméné ne reçoit plus le paiement de ses arriérés, de sa pension (entre 1895-1896) et surtout en voyant le retour de l’abbé Cudennec en Martinique. En effet, ce dernier avait comploté derrière le pape, le cardinal Lécot, monseigneur Tanoux et Vincent Allègre pour reprendre son ancien poste au Mouillage. 

En définitive, après sept longues années de conflits, Julien-François-Pierre Carméné se retire en France, à Loudéac où il meurt le 23 août 1908.

## Distinctions
- Chevalier de la Légion d'honneur (27 décembre 1872)[1]